# 戚家墩古文化遗址
30°43′14″N 121°20′44″E / 30.72063°N 121.34556°E
戚家墩古文化遗址，位于中华人民共和国上海市金山区石化街道临潮三村海滨海塘内外。是一个古文化遗址、上海市文物保护单位。

## 特点
民国二十四年（1935年），戚家墩古文化遗址被发现，是上海地区发现最早的古文化遗址。民国三十七年（1948年），上海市立博物馆曾作小规模探掘。由于海滩上遗址长期受海浪冲刷，大批陶瓷、铜铁器暴露在滩面上，1963年和1964年，上海市文物保管委员会先后两次清理、发掘。考古队在戚家墩以西约600米的海滩曾发现泥质灰陶、夹沙红陶（以东周的几何印纹陶遗物居多）。第一层属西汉文化层；第二、三层发现春秋战国时期文物。1977年12月7日，被列为上海市级文物保护地。2014年4月4日，被调整为上海市级文物保护单位。